# Kobylisy
Kobylisy  es un distrito municipal y área catastral al norte de Praga (MČ Praga 8), limítrofe con Libeň (J), Ďáblice (S), Střížkov (V) y Čimice (Z). La parte oriental está compuesta por un complejo residencial de paneles (con aproximadamente 10 mil habitantes), mientras que la parte occidental está formada por casas unifamiliares. Al norte se encuentra el bosque Ďáblický, que cubre la colina de Ládví a una altitud de aproximadamente 359 m. Entre Kobylisy y Bohnice se encuentra el bosque Čimický. El área de casas unifamiliares al norte de Kobylisy, delimitada al oeste por la calle Klapkova y al sur por Veltěžská, anteriormente se conocía como "Pod Ládvím" o también como Nové Ďáblice, y junto con la llamada Colonia Seidlova, fue parte de Ďáblice hasta 1951.

## Historia

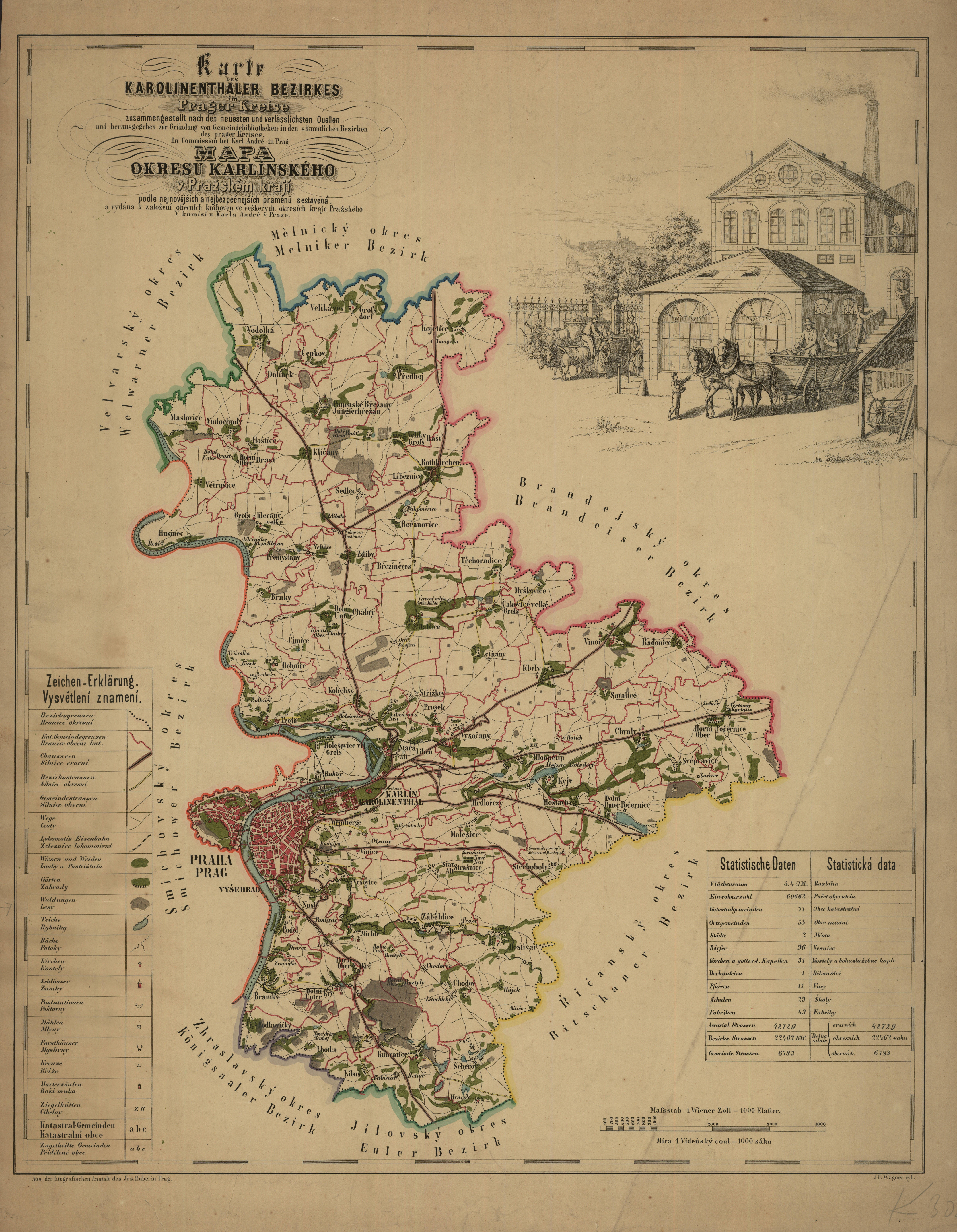
El distrito de Karlín (mapa de 1850).

Los primeros asentamientos se documentan con hallazgos de una aldea fortificada del período posterior al eneolítico, cementerios del final del eneolítico y rastros de actividad agrícola de la Edad de Bronce. Se conservan tumbas de la época de las migraciones de los pueblos.La primera mención escrita de la aldea originalmente llamada Kobolisy  se encuentra en un documento oficial del 15 de julio de 1297, donde se menciona que la villa estaba temporalmente en manos de Konrád od Kamene, un patricio de origen alemán del Casco Antiguo de Praga. En 1305, el rey Wenceslao II de Bohemia. concedió parte de Vrbice como prebenda a los canónigos de Praga. 
El emperador Segismundo luego confiscó la granja local de los canónigos y la registró junto con dos alcaidías de la Ciudad Nueva de Praga. En el siglo XVIII, el área de los actuales Kobylisy fue deforestada. Alrededor de 1841, Kobylisy eran un pequeño pueblo rodeado de huertos, campos y pastos, como indican los mapas catastrales. En 1890, el Resumen Estadístico del distrito de Karlín menciona: "Aquí también hay tres ladrilleras y una trilladora de vapor. Diversos oficios menores están ampliamente representados. El pueblo no lleva un libro de memorias. El cuerpo de bomberos voluntarios es el único club local." 
El bosque de Čimický fue plantado artificialmente y registrado como propiedad forestal. En Kobylisy, durante los siglos XIX y principios del XX, se explotaba y procesaba arena, y había una fábrica de ladrillos en la zona. Hoy en día, los vestigios de esta actividad se pueden encontrar en los nombres de lugares como la calle Na Pecích (antiguamente V cihelně de 1906 a 1925), Na Přesypu y Na Pískovně (en Bohnice), así como en las paradas de autobús Pískovna (hoy Čimický háj) y Písečná.

## Demografía

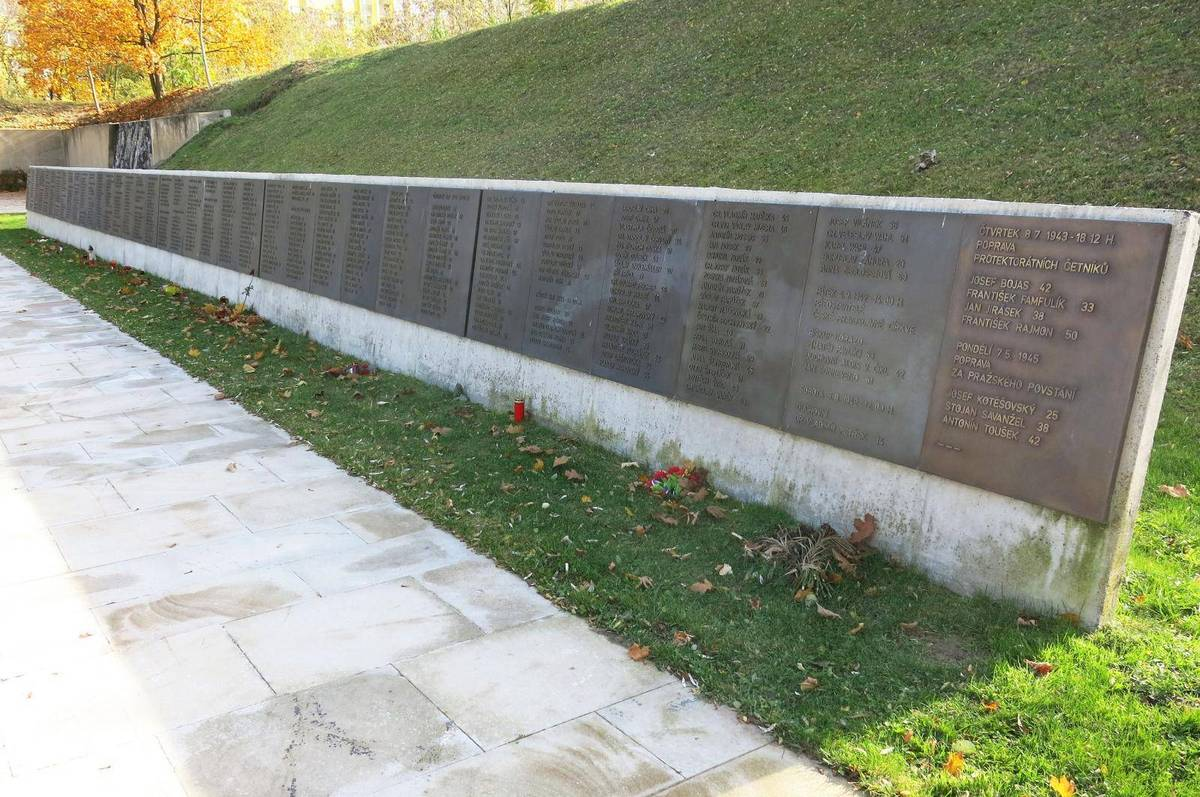
El monumento a la resistencia antifascista en Střelnice Kobylisy.

### Eventos significativos
- Monumento a las víctimas del nazismo – Campo de tiro de Kobyliská – lugar de ejecuciones nazis
- El 27 de mayo de 1942 tuvo lugar el atentado en la llamada curva de Kobyliská contra Reinhard Heydrich, principal objetivo de la Operación Anthropoid (el lugar del atentado mismo está en el área catastral de Libeň, cerca de la frontera de ambos distritos).
- Campo de tiro de Kobyliská – lugar de ejecuciones masivas de personas checas durante la Segunda Guerra Mundial, especialmente durante la heydrichiáda y el Levantamiento de Praga

### Transporte

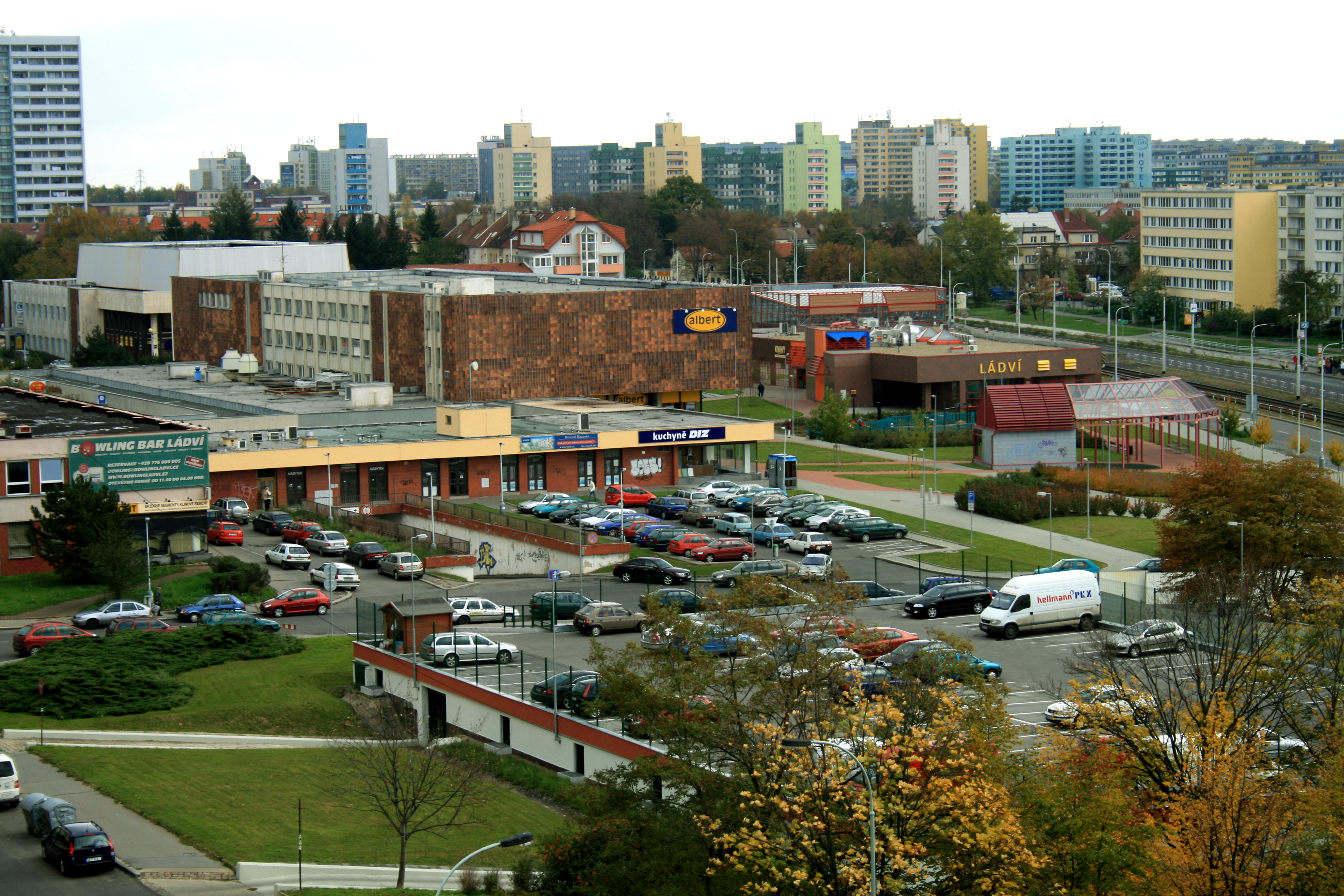
La estación de metro "Ládví" y el centro comercial en el medio del barrio Ďáblice.

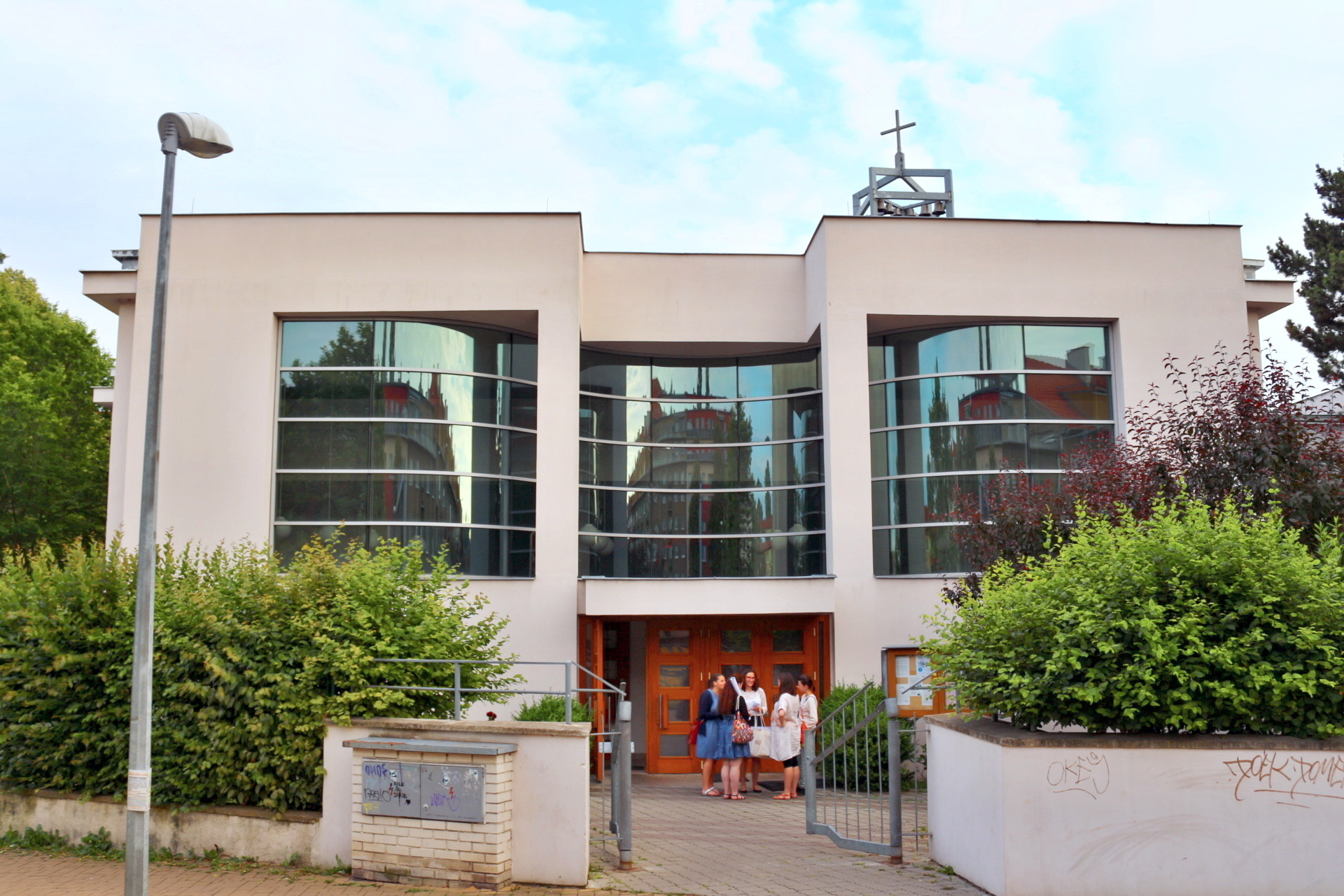
El Salesiánský kostel sv. Terezie na Kobyliském náměstí se refiere al "Templo Salesiano de Santa Teresa en la Plaza Kobyliské".

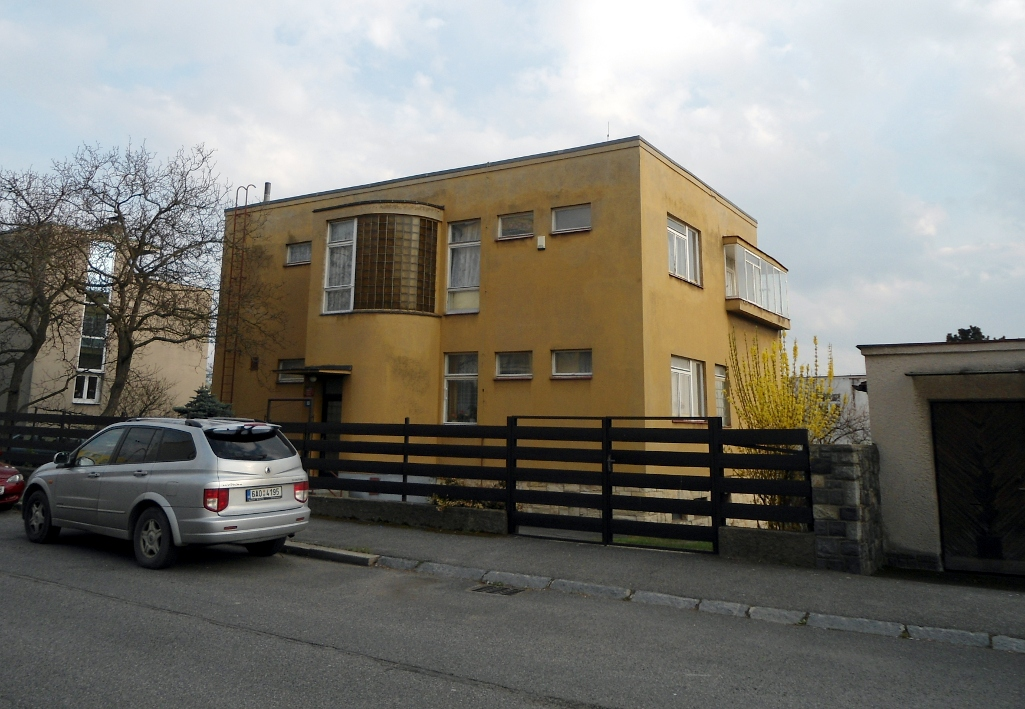
La villa funcionalista en la calle Libišská

En el año 2004 se completaron las estaciones de metro "Kobylisy" (diseñada por Anna Martínková) y "Ládví". El distrito está cruzado por líneas de autobús y tranvía. En el territorio del distrito se encuentra la cochera de tranvías del mismo nombre, así como la terminal de la línea Vozovna Kobylisy.
- En la estación de metro Kobylisy fueron construidas las oficinas de agrimensura y catastrales según los diseños de Pavel Oberman, Milan Hrůza y Petr Dufek.
- El punto focal de la Plaza Kobyliské es la iglesia parroquial católica romana de Santa Teresa del Niño Jesús, adyacente al Centro Salesiano de la Juventud Don Bosco.
- Apartado del bullicio principal, en la calle U Školské zahrady y cerca del monumento natural Okrouhlík, se encuentra la iglesia evangélica de la Escalera de Jacob.
- En 1947, en Kobylisy, entre las calles Služská, Vršní y Kobyliské náměstí, se construyeron los llamados "domos de dos años" según los diseños de Václav Jetel y Jaroslav Kincl. Originalmente, eran edificios de tres pisos con techos a dos aguas.

- Richard Ferdinand Podzemný fue el diseñador de dos villas funcionalistas, una ubicada en la calle Čimická, núm. 76/772, y la otra en la calle Libišská, núm. 10/772.
- En la calle Chaberská se encuentra el Instituto de Fotónica y Electrónica de la Academia de Ciencias de la República Checa, construido en los años 60. En 1963 se puso en funcionamiento el primer láser en lo que entonces era Checoslovaquia. Este hito marcó el comienzo de la física láser checoslovaca y poco después se realizó la primera operación ocular láser en el país, justo en el edificio del instituto en Kobylisy.[10]
- La calle Na Šutce lleva su nombre por un antiguo viñedo, probablemente propiedad de la familia Šudové ze Semanína.[4]
- El nombre de la calle Ke Stírce recuerda a la finca ya desaparecida de Stírka, anteriormente conocida como Štírka. El núcleo más antiguo de la finca incluía una torre de viñedo con un piso de madera, evidencia de la antigua ocupación medieval del área. Alrededor de 1664, se amplió con una parte residencial y edificios agrícolas. En la década de 1890, pertenecía a los esposos Dědinovým. Fue demolida en 1986.[11]

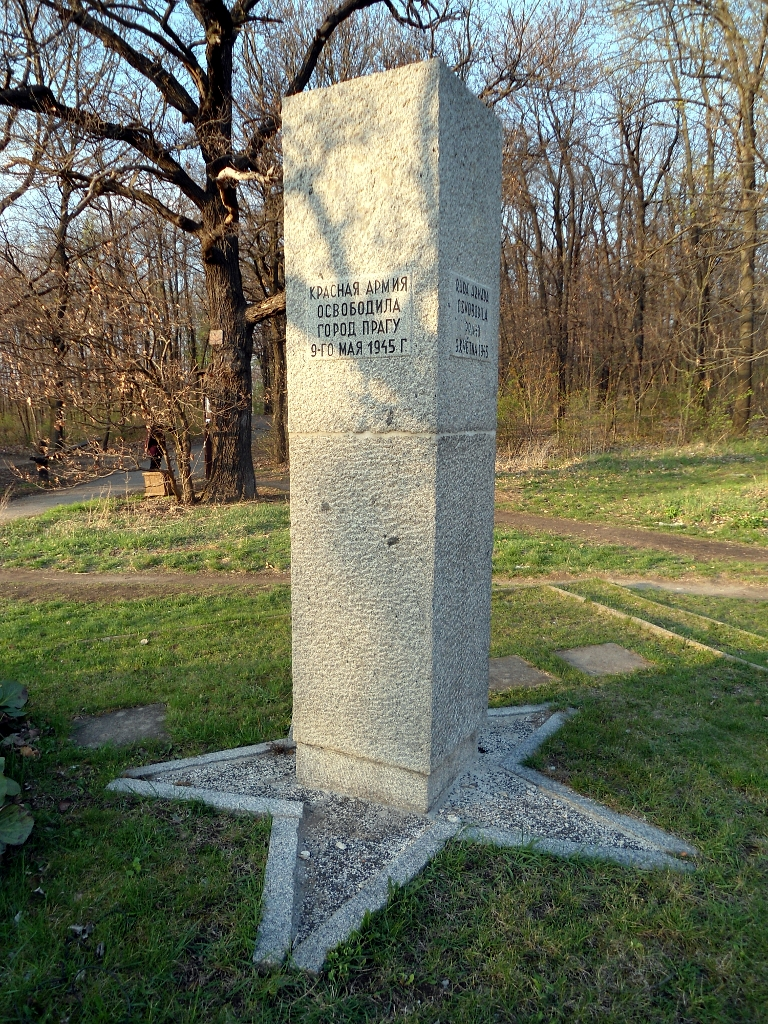
El Pomník Rudé armády se encuentra en el extremo occidental de Čimický háj.

## Cultura
En la calle Klapkově se encuentra el Divadlo Karla Hackera – Jiskra. Cerca de la Escuela Primaria Hovorčovická está ubicada la escultura Inspirace, creada por el escultor Jan Hána. En el extremo sur del Bosque de Čimický, cerca de la parada de autobús del mismo nombre, se encuentra el monumento del Ejército Rojo. Otro está situado en el cementerio de Kobylisy, trasladado desde el centro de Praga 8. En la esquina de las calles Střelničné y Náhorní se encuentra la Dům Bible. Las calles Burešově y Klapkově albergan sucursales de la Městská knihovna v Praze. En la calle Klapkově también se encuentra la editorial Portál. El Salesiánské divadlo en la Plaza Kobyliské pertenece al Centro Juvenil Salesiano Don Bosco.

## Servicios
En el registro de Kobylis hay 5 escuelas primarias, 2 escuelas de arte elemental, un gimnasio checo-ruso, una academia comercial, un instituto técnico profesional y varias clínicas médicas. Los complejos comerciales se encuentran principalmente en la Casa de la Cultura Ládví, en el edificio opuesto de la calle Střelničné y en el centro comercial Sokolniky (llamado así por un parque en Moscú), construidos en los años 70.
Las actividades de ocio para niños están principalmente organizadas por el Centro de Niños y Jóvenes Spirála y el Centro Juvenil Salesiano. En la calle Mirovické se encuentra una residencia para personas mayores.

## Deportes
- En la calle Žernosecká se encuentra el Beachklub Ládví, el complejo deportivo más grande de voleibol de playa en la República Checa, con 18 pistas.
- Cerca de la calle Nad koupalištěm, con entrada desde la calle Pod statky, está la piscina, que fue reconstruida después de la construcción de la estación de metro Kobylisy, donde sirvió como base de construcción para dicha estación.
- En Kobylisy, opera el club de fútbol FK Admira Praga.

## Naturaleza
- Roble cerca de la casa forestal de Čimický háj

## Literatura
- Hacker, Karel. Dějiny obce Kobylis. Praga, 1935. Disponible en: Digitalní knihovna. Historia de la ciudad moderna de Praga 8 desde los tiempos más antiguos hasta los años treinta del siglo XX basada en archivos y otras fuentes. Eventos históricos, situaciones religiosas, educación, apariencia de la aldea en la segunda mitad del siglo XIX. Árboles monumentales.
- LEHKOŽIVOVÁ, Irena; PLATIL, Josef; TUČEK, Ondřej. Sídliště Ďáblice: architektura pro lidi. Praga: Spolek přátel sídliště Ďáblice, 2019. ISBN 978-80-270-3525-0

- Datos: Q174248
- Multimedia: Kobylisy / Q174248